# 伊尾木洞
伊尾木洞（いおきどう）は、高知県安芸市伊尾木にある洞窟およびそれに続く渓谷。

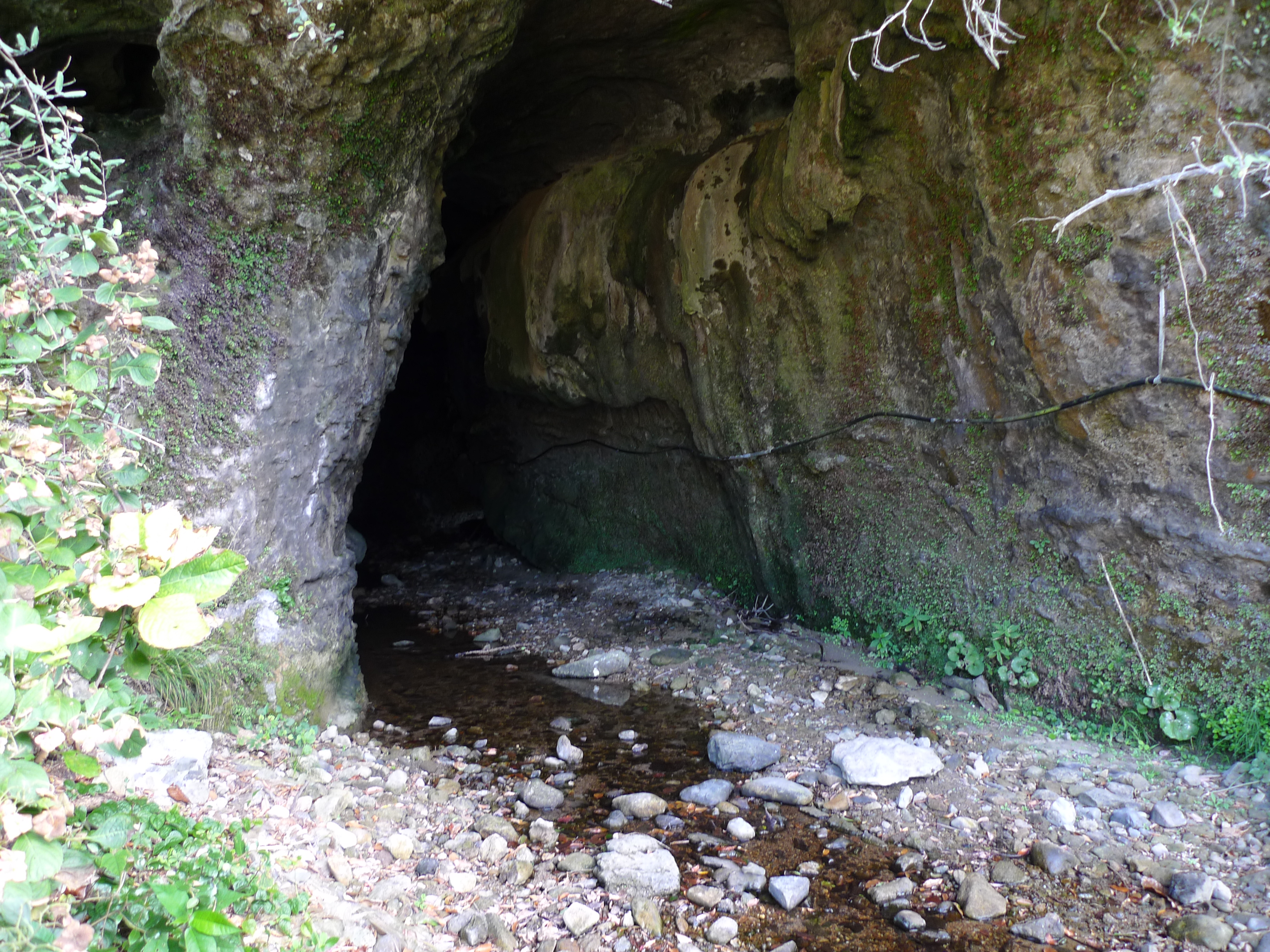
洞の入口

## 概要
約310万年～230前（鮮新世から更新世）に海の中で堆積した地層（穴内層）が隆起して、水成岩が渓谷からの水で浸食されてできた天然の洞窟である。
洞窟は年間を通して約20度の温度に保たれている。長さは約40m、幅約3m、高さ約5mの規模である。洞窟を通り抜けると崖に囲まれ、シダ群落による神秘的な光景が見られる。
国道55線の両脇に広い無料駐車場が設置され洞窟入口まで3分で行ける。南側駐車場には無人観光案内所が設置されている。また、当洞も整備されて真ん中あたりにあった神社跡や終点の奥の滝（入口より400ｍ徒歩約10分）まで行きやすくなっている。なお、入洞の際は蛇と増水の対策で長靴の使用を推奨している。終盤は丸木橋を渡り道幅が狭くロープ補助の部分と梯子で川床に下りる所があるので注意が必要である。
地元の作家による「伊尾木・彫刻の村プロジェクト」で洞窟を抜けたところに彫刻像（裸婦像2体など）が置かれていたが、別の場所に移されている。

## 伊尾木洞シダ群落
1926年10月20日、日本列島の温暖な地帯に広く分布するシダが1か所に生息していることは珍しいため、国の天然記念物に指定された。
洞窟の温度、湿度、明るさ、岩石の多い地形等がシダの生育条件に適しているため、約40種類もの多くのシダが共生している。
指定されているシダ：ホウビシダ、コモチシダ、ノコギリシダ、ホウライシダ、マツザカシダ、シロヤマゼンマイ、クリハラン

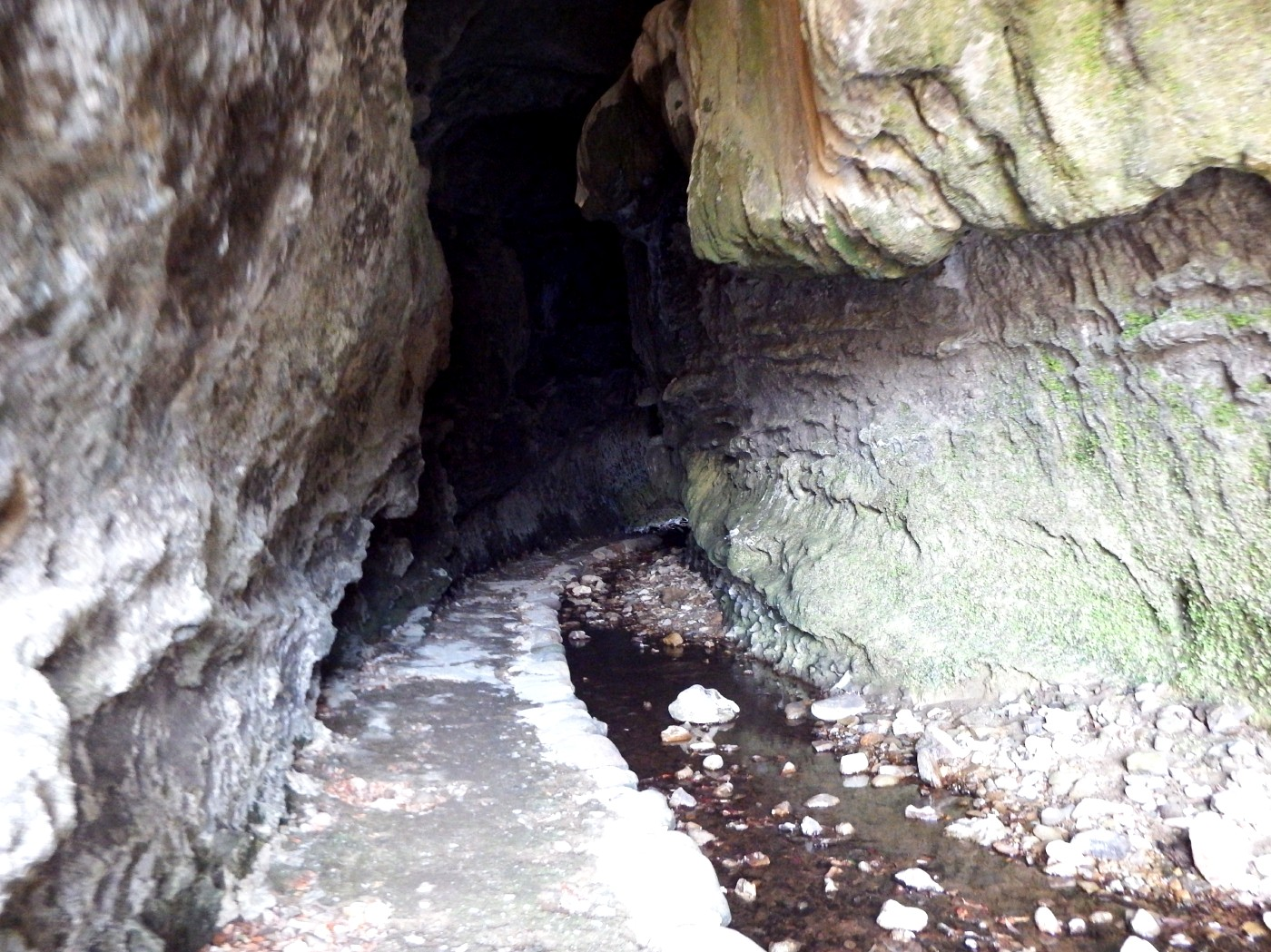
洞内
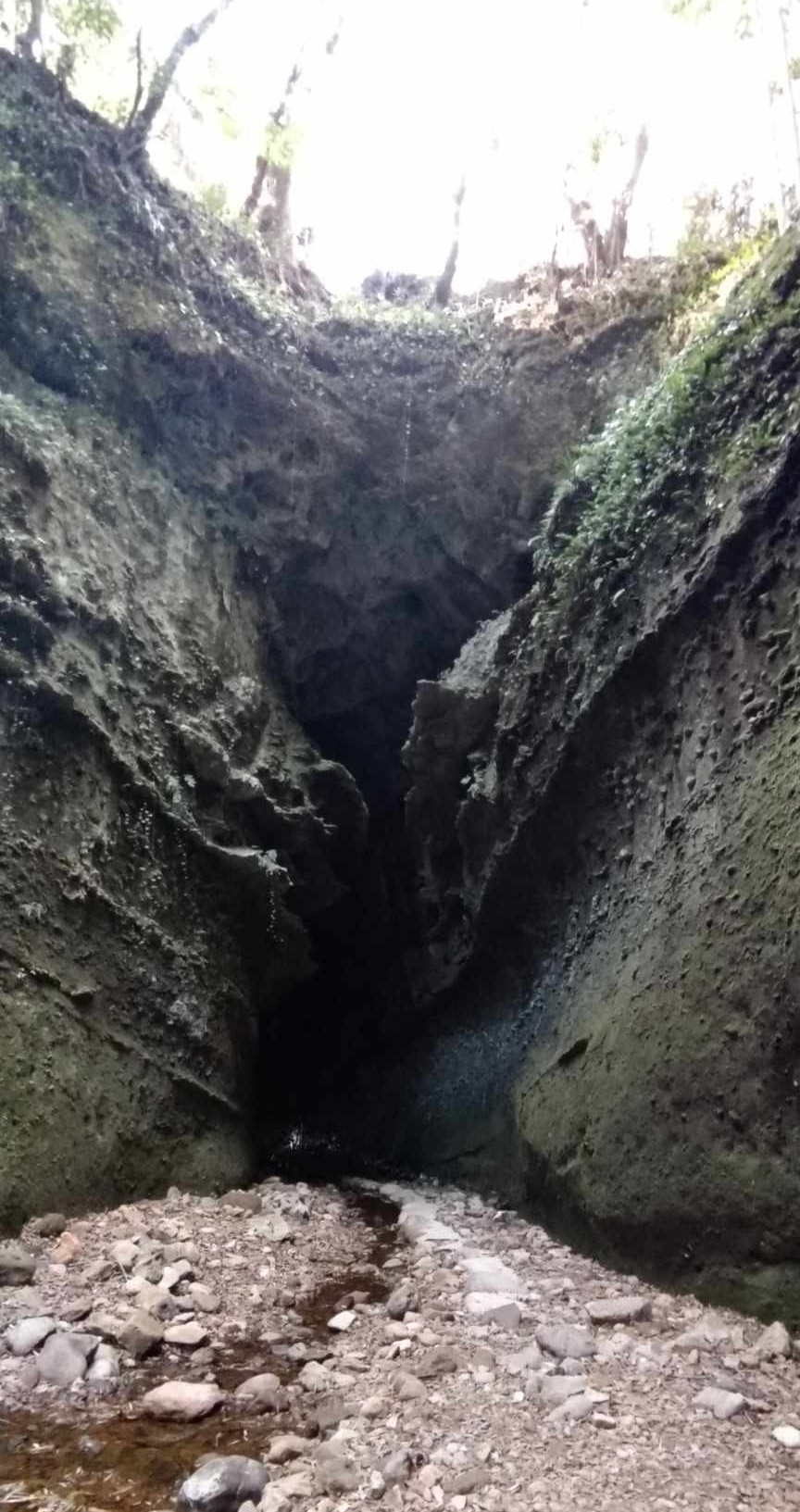
出口
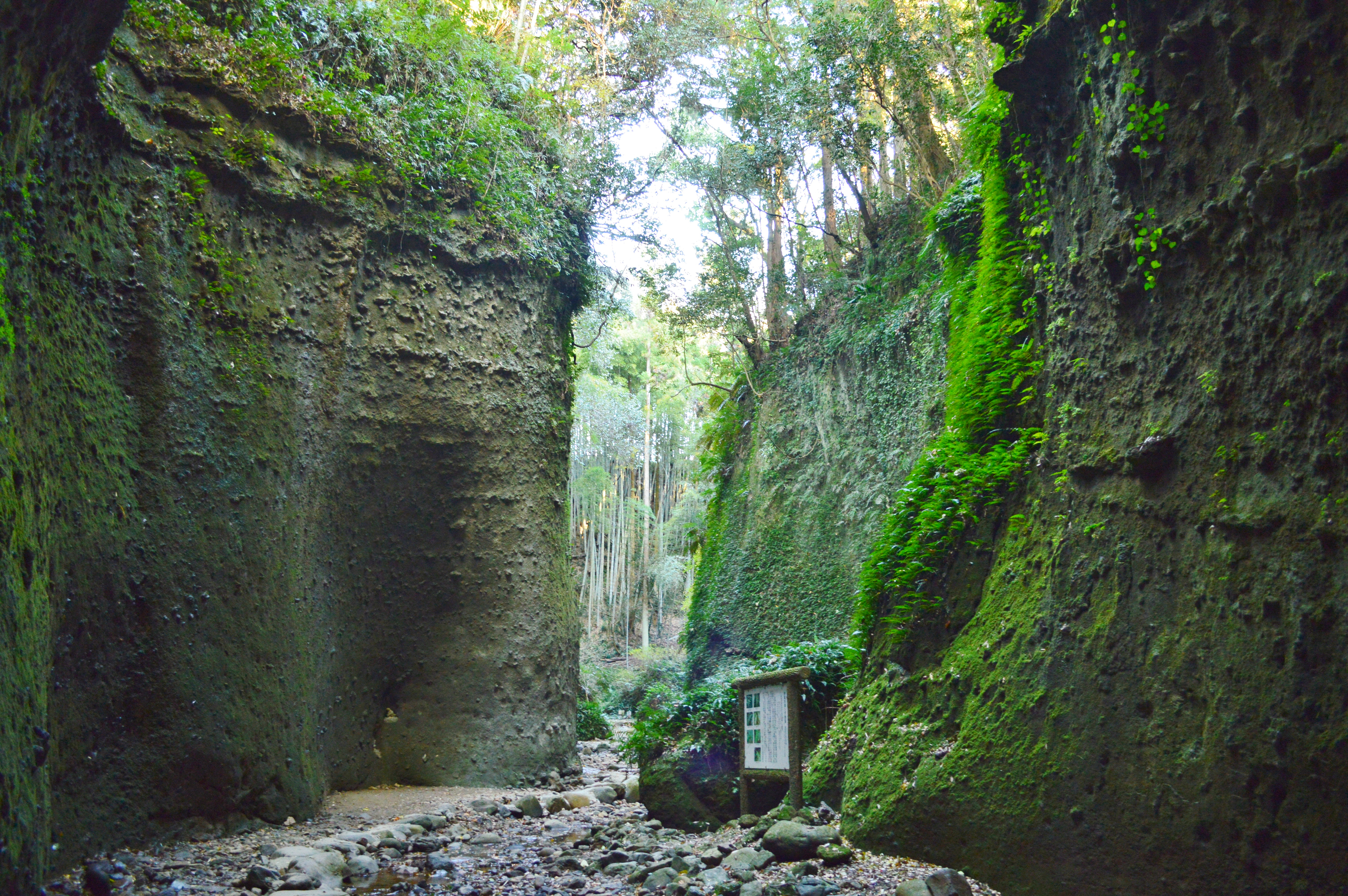
洞窟から奥を望む
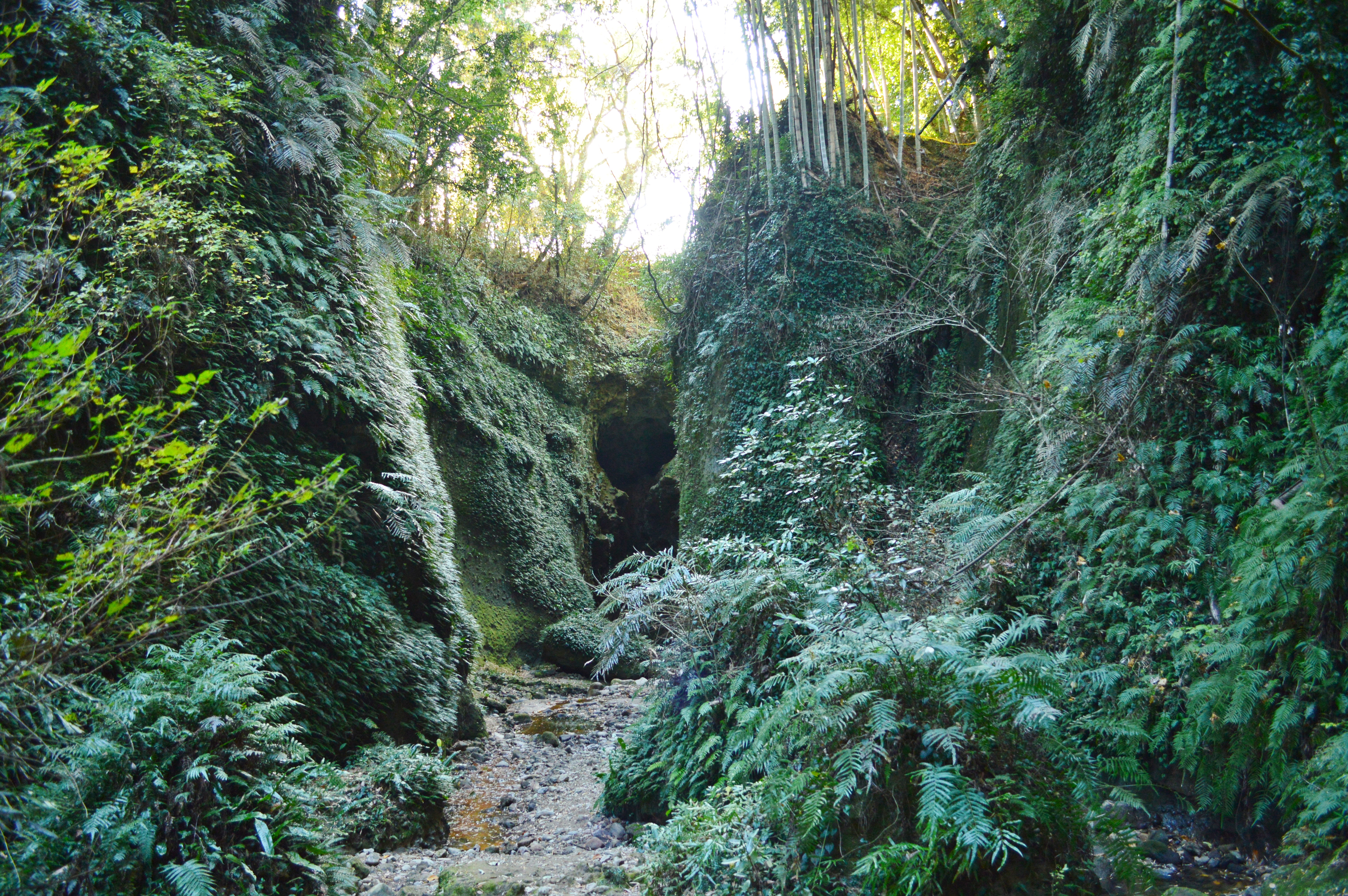
シダ群落
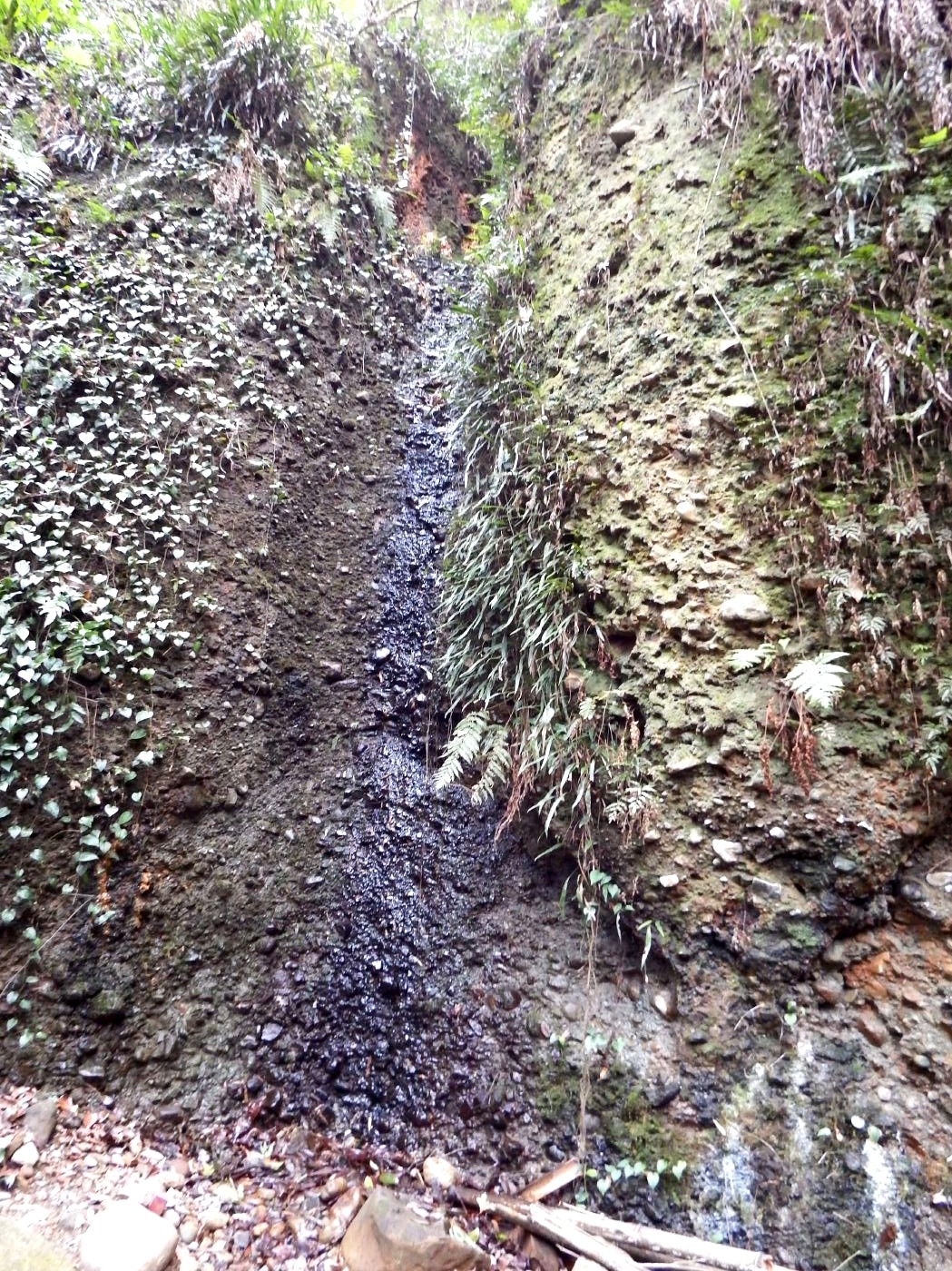
道中にある少量の滝
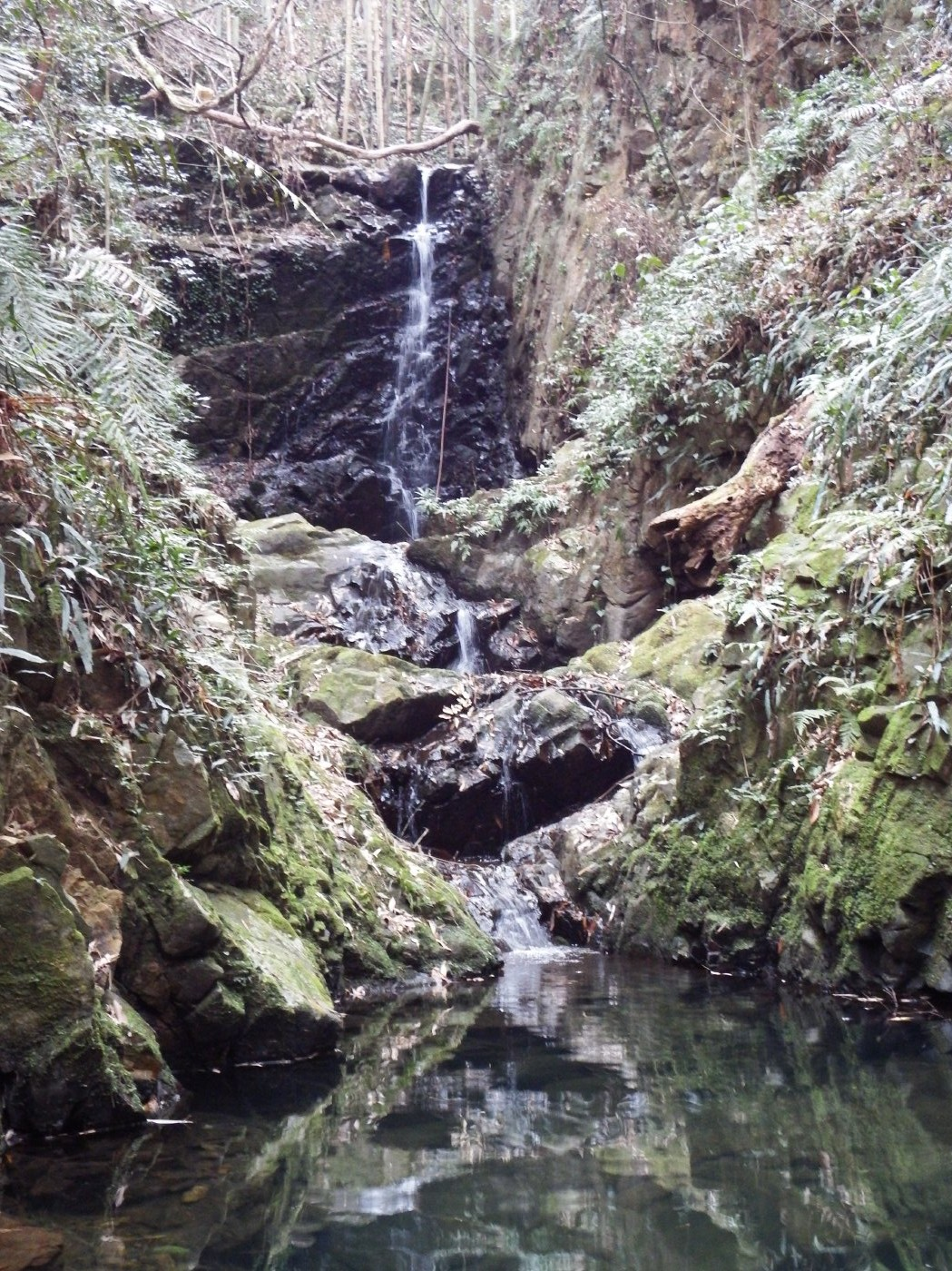
奥の滝